# Olympische Winterspiele 1924/Teilnehmer (Frankreich)
Frankreich nahm an den Olympischen Winterspielen 1924 in Chamonix mit einer Delegation von 40 Athleten in 6 Sportarten teil.

## Bilanz
Frankreich entsendete als Gastgeber das größte Olympiateam nach Chamonix. Leistungsmäßig hatte man allenfalls im Eishockey mit einer französischen Medaille gerechnet. Umso erfreulicher die Bronzemedaille des jungen Eiskunstlauf-Paares Andrée Joly und Pierre Brunet. Auch die Curler und die Militärpatrouille gewannen Bronze, was allerdings in anbetracht geringer Teilnehmerzahl in den beiden Disziplinen nicht als „große“ Überraschung anzusehen ist. Der 33-jährige Hauptmann der Militärpatrouille Camille Mandrillon war Sprecher des olympischen Eides. Aus heutiger Sicht eine Absurdität. Denn der 30-km-Militärpatrouillenlauf wurde 1926 nachträglich zur Demonstrationssportart degradiert. Somit sprach ein Sportler aus einer nichtolympischen Disziplin den Eid der Athleten. Die Eishockeyspieler waren wie schon erwähnt die größten Hoffnungsträger auf eine Medaille. Immerhin wurde Frankreich 1923 Vizeeuropameister. Das Team um Kapitän Alfred de Rauch enttäuschte aber und schied in der Vorrunde aus. Der Eishockeyspieler Léonhard Quaglia, der auch im Eisschnelllaufen an den Start ging und dort im Mehrkampf sogar Sechster wurde, war der unumstrittene Superstar im gesamten französischen Olympiateam.

## Medaillen
Mit drei gewonnenen Bronzemedaillen belegte das französische Team Platz 9 im Medaillenspiegel.

### Bronze
| Namen | Sportart          | F/M | Wettkampf          |
| --- | ----------------- | --- | ------------------ |
| Andrée Joly und Pierre Brunet | Eiskunstlauf      |     | Paarlauf           |
| Henri Cournollet, Georges André, Armand Bénédic, Pierre Canivet, Henri Aldebert (Res.) und Robert Planque (Res.) | Curling           |     | Team               |
| Georges Berthet, Camille Mandrillon, Maurice Mandrillon und André Vandelle Die Bronze-Medaille der Militärpatrouille wird, da es sich um einen Demonstrationswettbewerb handelte, nicht in allen Wertungen gezählt. | Militärpatrouille |     | 30 km, Teamwertung |

## Teilnehmer
Das französische NOK hatte 65 Sportler zu den Spielen gemeldet, von denen 40 an Wettkämpfen teilnahmen. Die Angehörigen der Militärpatrouille zählen nicht als offizielle Olympiateilnehmer. Drei Sportler starteten in verschiedenen Sportarten (Siehe Teilnehmerliste). Insgesamt fünf Athleten waren bereits zum zweiten Mal bei Olympischen Spielen dabei:
- Pierre Charpentier (1920 Eishockey)
- Léonhard Quaglia (1920 Eishockey)
- Alfred de Rauch (1920 Eishockey)
- Charles Sabouret (1920 Eiskunstlauf)
- Simone Sabouret (1920 Eiskunstlauf)

## Teilnehmer nach Sportarten

### Bobsport
Viererbob I (Platz 4)
- Henri Aldebert auch Curling
- Georges André auch Curling
- Anthony Berg Pilot
- Jean d’Aulan

Viererbob II (dnf)
- Georges Izard
- Jacques Jany
- Etienne Legrand Pilot
- Fernand Legrand

Reserve: R. de la Fregeoliere, E. Lemaitre, H. Maux Saint-Marc, F. Verne

### Curling
Curling-Team 
- Henri Aldebert (dns) auch Bobsport
- Georges André auch Bobsport
- Armand Isaac-Bénédic
- Pierre Canivet
- Henri Cournollet Skip
- Robert Planque (dns)

### Eishockey
Eishockey-Team (Platz 5)
- André Charlet
- Pierre Charpentier
- Jacques Chaudron
- Raoul Couvert
- Alfred de Rauch Kapitän
- Maurice del Valle
- Albert Hassler auch Eisschnelllauf
- Charles Lavaivre
- Bobby Monnard
- Calixte Payot
- Philippe Payot
- Léonhard Quaglia auch Eisschnelllauf

Reserve: P.-E. Bouillin, L. Brasseur, Henri Couttet, Georges de Wilde (auch Eisschnelllauf), Hubert Levy-Grunwald, G. Simond

### Eiskunstlauf
- Pierre Brunet
Männer (Platz 8), Paarlauf
- Andrée Joly
Frauen (Platz 5), Paarlauf
- André Malinet
Männer (Platz 11)
- Charles Sabouret
Paarlauf (Platz 9)
- Simone Sabouret
Paarlauf (Platz 9)

### Eisschnelllauf
- Georges de Wilde
500 m (Platz 21), 1500 m (Platz 18), 5000 m (Platz 19), 10.000 m (dnf), Mehrkampf (dnf) auch Eishockey
- André Gegout
500 m (Platz 20), 1500 m (Platz 16), 5000 m (Platz 18), 10.000 m (Platz 15), Mehrkampf (Platz 9)
- Albert Hassler
500 m (Platz 18), 1500 m (dns), 5000 m (dns), Mehrkampf (dnf) auch Eishockey
- Léonhard Quaglia
500 m (Platz 15), 1500 m (Platz 14), 5000 m (Platz 9), 10.000 m (Platz 7), Mehrkampf (Platz 6) auch Eishockey

### Militärpatrouille
30 km Militärpatrouille 
- Georges Berthet
- Camille Mandrillon Kapitän
- Maurice Mandrillon
- André Vandelle auch Skisport

### Ski Nordisch
- Louis Albert
Skispringen (dnf)
- Kléber Balmat
Nordische Kombination (Platz 10), Skispringen (Platz 15)
- André Blusset
50 km Langlauf (dnf)
- Denis Couttet
18 km Langlauf (dnf)
- André Médy
50 km Langlauf (Platz 18)
- Martial Payot
18 km Langlauf (dnf), Nordische Kombination (dnf), Skispringen (Platz 25)
- Auguste Perrin
50 km Langlauf (Platz 16)
- Édouard Pouteil-Noble
50 km Langlauf (Platz 15)
- Gilbert Ravanel
18 km Langlauf (Platz 20), Nordische Kombination (Platz 18), Skispringen (Platz 22)
- André Vandelle
18 km Langlauf (Platz 29), Nordische Kombination (Platz 20) auch Militärpatrouille